# Бирюков, Иван Павлович
Иван Павлович Бирюков (1927—2013) — советский передовик производства в системе строительства электростанций, Герой Социалистического Труда (1962).

## Биография
Родился 27 августа 1927 года в посёлке Любимовка, Днепровского района, Днепропетровской области, УССР в крестьянской семье.
До 1941 года окончил семь классов школы. С 1941 по 1943 годы жил на оккупированной территории, с 1943 года после освобождения территории от фашистов направлен на строительство моста через Днепр. С 1944 года в РККА, служил на Дальнем Востоке, участник Советско-японской войны.
В 1951 году был демобилизован из Советской армии. С 1951 года направлен на строительство Приднепровгрэса, после окончания курсов бригадиров-мастеров, назначен руководителем комплексной бригады плотников-бетонщиков Приднепровской ГРЭС. 9 августа 1958 года за достигнутые успехи был награждён орденом Трудового Красного Знамени.
20 сентября 1966 года Указом Президиума Верховного Совета СССР «за выдающиеся производственные успехи, достигнутые в области строительства сооружения тепловых электростанций, производстве и освоение новых энергетических агрегатов» И. П. Бирюков был удостоен звания Героя Социалистического Труда с вручением Ордена Ленина и золотой медали «Серп и Молот».
В 1966 году окончил Приднепровский энергетический техникум. С 1970 года начальник жилищно-строительного участка, с 1974 года начальник строительства Приднепровской ГРЭС. При достижении пенсионного возраста был назначен руководителем Днепровского строительно-монтажного управления.
Умер 23 июня 2013 года, похоронен в Днепропетровске.

## Награды
- Медаль «Серп и Молот» (20.09.1962)
- Орден Ленина (20.09.1962)
- Орден Трудового Красного Знамени (9.08.1958)
- Орден Отечественной войны II степени (11.03.1985)
- Медаль «За трудовую доблесть» (28.05.1960)